# Pyrviniumembonat
Pyrviniumembonat bzw. Pyrviniumhemiembonat ist ein Arzneistoff gegen Wurmerkrankungen des Verdauungstraktes beim Menschen. Er gehört zur Gruppe der Chinoliniumsalze.

## Arzneistoff
Pyrviniumembonat ist das Salz des Kations Pyrvinium mit Embonsäure (Pamoasäure). Die kristalline Verbindung ist von kräftig orangeroter Farbe. In Wasser löst sie sich nicht auf. Durch geeignete Hilfsstoffe wird Pyrviniumemboat als Dragee oder Suspension formuliert. 
Pyrviniumsalze zeigen die Fähigkeit, das Wachstum von Krebszellen zu unterdrücken.
Speziell das Pamoatsalz weist eine selektive Toxizität gegenüber verschiedenen Krebszelllinien auf, besonders in Situationen von Glukosemangel.

## Anwendung
Pyrvinium wirkt gegen Madenwürmer (Oxyuriasis). Der Arzneistoff bewirkt durch Störung der Zuckeraufnahme der Würmer ein Absterben, da diese sich nicht mehr ausreichend ernähren können. Pyrvinium wird offenbar nur zu einem geringen Prozentsatz in den Blutkreislauf resorbiert.

## Weitere Salze
Weitere Pyrvinium-Salze sind das Pyrviniumchlorid und seine kristallwasserhaltige Form, das Pyrviniumchlorid-Dihydrat.

## Handelsnamen
Molevac (D), Povanyl (F), Pyrvin (SE)